# Scheueria agglomerata
Scheueria agglomerata är en tvåvingeart som beskrevs av Jean-Jacques Kieffer 1913. Scheueria agglomerata ingår i släktet Scheueria och familjen gallmyggor. Inga underarter finns listade i Catalogue of Life.